# 威靈頓 (密歇根州)
威靈頓（英語：Wellington）是位於美國密歇根州戈吉比克縣梅雷尼斯科鎮區的一個非建制地區。此地得名自鐵路公司老闆C·L·威靈頓（C. L. Wellington）。

## 地理
威靈頓所處的海拔為高於海平面472米（即1549英呎），而該地所採用的時區為UTC-5，即北美东部時區（EST）。同時該地設有夏令時間，為UTC-5調快一小時，即UTC-4（EDT）。